# Charles David Ganao
Charles David Ganao (* 20. Juli 1926 in Djambala, Französisch-Äquatorialafrika, heute: Republik Kongo; † 6. Juli 2012 in Marokko) war ein kongolesischer Politiker der Union des Forces Démocratiques (UFD), der unter anderem zwischen 1996 und 1997 Premierminister der Republik Kongo war.

## Leben
Ganao war ursprünglich Mitglied der Mouvement National de la Révolution (MNR) und übernahm 1963 von Stéphane Tchitchelle in der Regierung von Premierminister Pascal Lissouba das Amt des Außenministers, das er bis zu seiner Ablösung durch Nicolas Mondjo 1968 auch in der Regierung der Premierminister Edouard Ambroise Noumazalaye bekleidete. Später trat er als Mitglied der 1969 gegründeten Parti Congolais du Travail (PCT) bei und löste 28. Juli 1973 als Außenminister Henri Lopès ab, der wiederum selbst das Amt des Premierministers übernahm. Er bekleidete das Amt des Außenministers bis zum Ende der Amtszeit von Premierminister Lopès am 18. Dezember 1975 und wurde daraufhin von Théophile Obenga abgelöst.
Nachdem Premierminister Jacques Joachim Yhombi-Opango am 23. August 1996 seinen Rücktritt angekündigt hatte, ernannte Staatspräsident Pascal Lissouba Ganao, der mittlerweile Mitglied der Union des Forces Démocratiques (UFD) war, am 27. August 1996 zum neuen Premierminister der Republik Kongo. Am 2. September 1996 stellte er sein Kabinett vor, dem General François Ayayen als Verteidigungsminister angehörte, während Außenminister Arsène Tsaty Boungou, Innenminister Philippe Bikinkita sowie Finanzminister Guila Mougounga Kombo ihre Ämter behielten.